# Selahattin Eyyubi
Selahattin Eyyubi es una película histórica y de aventuras de 1970 coproducida entre Turquía e Irán, dirigida por Süreyya Duru y protagonizada por Cüneyt Arkin, Cihangir Gaffari, Orhan Günsiray y Katayun Amir Ebrahimi.

## Sinopsis
La película relata el épico enfrentamiento entre Ricardo Corazón de León, rey de Inglaterra entre 1189 y 1199, y Saladino, gobernante del mundo islámico. Todo parecía augurar una victoria segura para el ejército inglés, pero el sultán demostró ser un temible adversario.

## Reparto
- Cüneyt Arkin
- Cihangir Gaffari
- Orhan Günsiray
- Katayun Amir Ebrahimi